# Alice Kremelberg
Alice Kremelberg, née le 28 février 1990 à Long Island (New-York), est une actrice américaine. Elle est notamment connue pour ses rôles dans les séries Doomsday, Orange Is the New Black et The Sinner. 

## Vie privée
De 2007 à 2011, elle a été en couple avec l'acteur Connor Paolo.

## Filmographie

### Cinéma
- 2008 : Baby Mama : la fille de Rob
- 2009 : L'attaque du métro 123 : la petite amie de George
- 2012 : Nancy, Please : Margaret
- 2014 : Beach Pillows : Alex
- 2015 : Campus Code : Izzy
- 2018 : Les faussaires de Manhattan : une serveuse
- 2018 : Ask for Jane : une jeune femme
- 2018 : Love Is Dead ! : Cindy
- 2020 : Ten Minutes to Midnight : Amy jeune
- 2020 : Les Sept de Chicago : Bernardine
- 2021 : Generation Wrecks : Jess
- Prévu : Iris : Iris
- Prévu : Bleecker : Duff

### Télévision
- 2006 : New York, unité spéciale : Julie (saison 8, épisode 9)
- 2006 : Haine et passion : Olivia Spencer jeune (5 épisodes)
- 2007 : 30 Rock : Margaret
- 2010 : Fringe : Lisa Donovan[3]
- 2010 : Blue Bloods : Alyson Duvitz
- 2011 : Nurse Jackie : Jenny
- 2011 : The Big C : Ruby
- 2013 : Smash : actrice #1
- 2015 : Working on It : Michelle (2 épisodes)
- 2016–2017 : Doomsday : Sorrell (4 épisodes)
- 2018 : The Elevator : Felicity
- 2018 : NCIS : Nouvelle-Orléans : Arlene
- 2018–2019 : Orange Is the New Black : Nicole Eckelcamp (11 épisodes)
- 2019 : New Amsterdam : Wendy Birdwell
- 2019 : The Feels : Kat (3 épisodes)
- 2020 : Monsterland : Abby
- 2020 : Murder in Spacetown : Sharon Tweedles
- 2021 : The Sinner : Percy Muldoon (8 épisodes)
- 2023 : Code Quantum : Rachel, la petite amie de Ian
- Prévu : Linked : Lauren